# 郭秋生
郭秋生（かくしゅうせい、1904年 - 1980年）は台湾の作家。筆名は秋生、芥舟、街頭写真師、TP生、KSなどがある。台湾話文運動の推進者でもあった。
郭秋生は廈門市の集美中学を卒業後江山楼に就職した。職場での文人との出会いに啓発され文学に目覚め文人としての人生を始めている。1931年、郭秋生は『台湾新聞』に黄石輝の推進する台話文運動を支持する文章を発表し、更に長文の『建設台湾話文一提案』により漢字を主体とし、日本文学や白話文学の他、台湾語の文字化を推進し無産大衆への啓蒙活動以外に台湾人の民族意識を高揚する必要性を説いた。具体的には多音節の台湾語を漢字による表記ができない場合には、新たな文字の制定を唱え、また台湾語の改造として言文一致、標準発音の採用などの方法も提示している。
その後郭秋生は雑誌『南音』を創刊、その中で台湾歌謡を漢文で直訳した記事欄を設けるなど台湾語の文字化に努力した。しかし間もなく中国での戦火の拡大と、皇民化政策の推進による台湾語使用制限などにより台湾話文運動は停滞を余儀なくされた。戦後も国民政府下での政治情勢の中郭秋生はこの運動を再開することはなかった。
郭秋生は台湾語に関する文章以外に多くの作品を残している。随筆としては『社会写真』や『街頭写真』、短編小説としては『跳加冠』、『猫児』、『鬼』、『王都郷』等がある。